# Будзинь (Краківський повіт)
Будзинь (пол. Budzyń) — село в Польщі, у гміні Лішки Краківського повіту Малопольського воєводства.
Населення — 345 осіб (2011).
У 1975-1998 роках село належало до Краківського воєводства.

## Демографія
Демографічна структура станом на 31 березня 2011 року:
|          | Загалом | Допрацездатний вік | Працездатний вік | Постпрацездатний вік |
| -------- | ------- | ------------------ | ---------------- | -------------------- |
| Чоловіки | 178     | 34                 | 130              | 14                   |
| Жінки    | 167     | 23                 | 110              | 34                   |
| Разом    | 345     | 57                 | 240              | 48                   |